# Puerta del Llano
Puerta del Llano es una localidad del estado mexicano de Jalisco. Es parte del municipio de Zapopan.

## Demografía
| Censo | Población |
| ----- | --------- |
| 2010  | 1 224     |
| 2020  | 1 933     |